# Cắt nhỏ cánh đốm

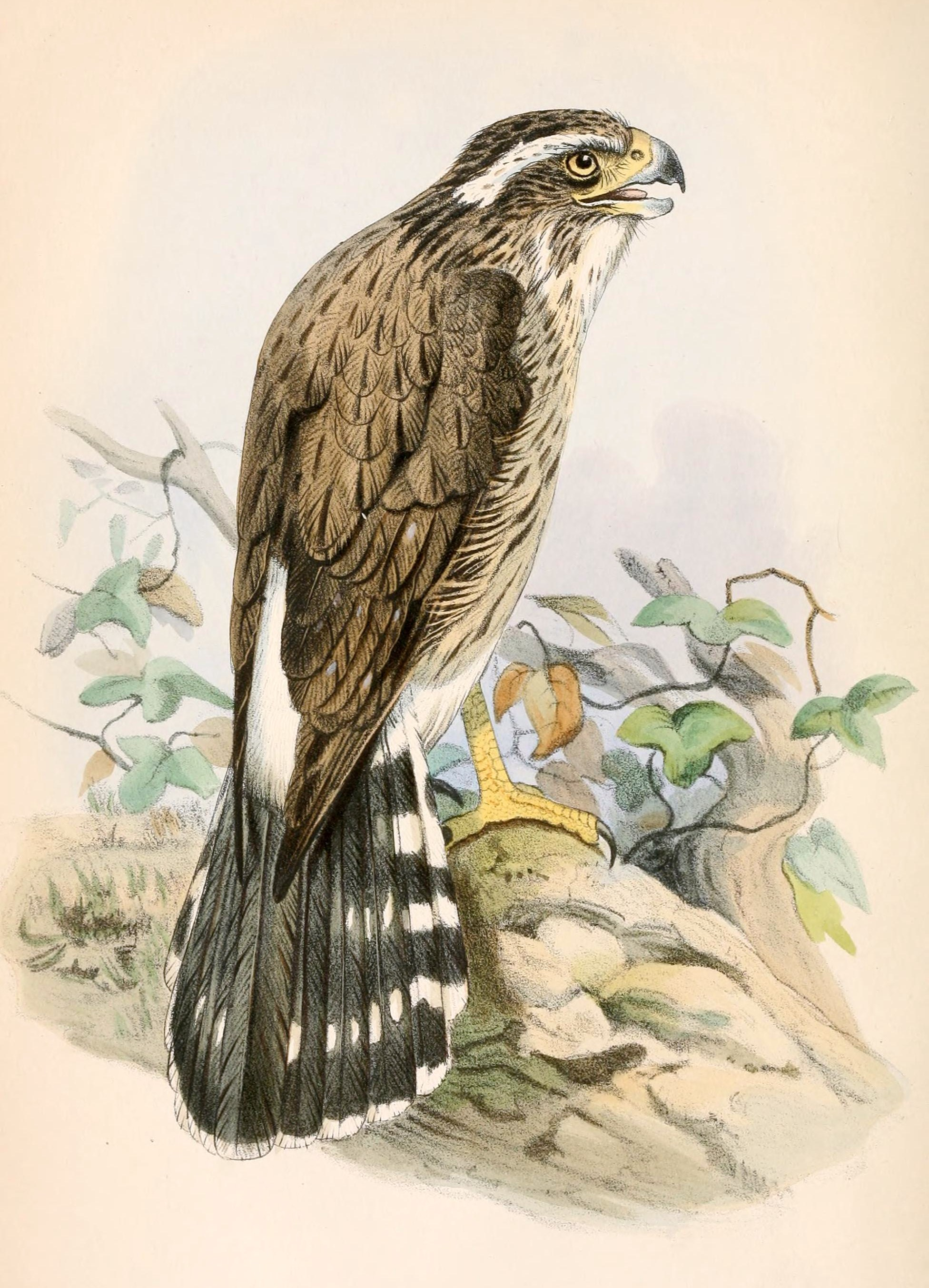

Cắt nhỏ cánh đốm (Spiziapteryx circumcincta) là một loài chim săn mồi nhỏ trong họ Falconidae. Kích thước khoảng 30 cm chiều dài với cân nặng 150 gram. Săn bắt sâu bọ, bò sát, các loài chim và động vật có vú nhỏ. Phân bố ở Nam Mỹ (Argentina, Bolivia, Paraguay, và Uruguay).